# 中山紀子
中山 紀子（なかやま のりこ、旧姓：高木、1943年5月30日 -）は、日本のバドミントン選手。1972年全英オープンシングルスチャンピオン。ミュンヘンオリンピック（公開競技）金メダリスト。

## 経歴
静岡県掛川市出身。静岡県立掛川西高等学校でバドミントンを始める。日本女子体育短期大学に進学し、1962年の全日本総合バドミントン選手権大会女子シングルスと女子ダブルスで初優勝。
1966年、ニュージーランドのウェリントンで開催された第4回ユーバー杯で日本の初優勝に貢献。1969年の第5回大会、1972年の第6回大会も日本ナショナルチーム主将として優勝し3連覇を達成。
世界選手権がまだ開始されていなかった当時、個人戦の世界最高峰大会だった全英オープンでは1967年大会の女子シングルスで決勝進出を果たし、アメリカのジュディ・ハッシュマン（Judy Hashman）に5-11, 11–8, 12-10で敗れたが、同種目日本勢初の準優勝。その後、1969年および1972年の決勝では湯木博恵と日本勢対決を演じ、1969年は準優勝、1972年は湯木を11-5, 3-11, 11-7で下し、初優勝を達成。これがきっかけで同年の『第22回NHK紅白歌合戦』（NHK総合・ラジオ第1）の中部地方代表の地方審査員として出演した。女子ダブルスでも1968年に天野博江とのペアで日本勢初の準優勝、1971年は湯木博恵とペアを組んで日本勢初優勝を達成している。
公開競技として行われたミュンヘンオリンピック女子シングルスでも優勝し、金メダルを獲得している。

## 受賞
- 1966年　朝日スポーツ賞[4]
- 1971年　日本スポーツ賞大賞(読売)